# Lijst van voetbalinterlands Moldavië - Zweden
Deze lijst van voetbalinterlands is een overzicht van alle officiële voetbalwedstrijden tussen de nationale teams van Moldavië en Zweden. De landen speelden tot op heden negen keer tegen elkaar. De eerste ontmoeting, een kwalificatiewedstrijd voor het Wereldkampioenschap voetbal 2002, werd gespeeld in Chisinau op 28 maart 2001. Het meest recente duel, een vriendschappelijke wedstrijd, vond plaats op 12 oktober 2023 in Solna.

## Wedstrijden
| № | Plaats    | Datum           | Competitie           | Wedstrijd         | Uitslag |
| - | --------- | --------------- | -------------------- | ----------------- | ------- |
| 1 | Chisinau  | 28 maart 2001   | WK 2002 kwalificatie | Moldavië – Zweden | 0 – 2   |
| 2 | Göteborg  | 6 juni 2001     | WK 2002 kwalificatie | Zweden – Moldavië | 6 – 0   |
| 3 | Stockholm | 29 maart 2011   | EK 2012 kwalificatie | Zweden – Moldavië | 2 – 1   |
| 4 | Chisinau  | 3 juni 2011     | EK 2012 kwalificatie | Moldavië – Zweden | 1 – 4   |
| 5 | Abu Dhabi | 17 januari 2014 | Vriendschappelijk    | Moldavië − Zweden | 1 − 2   |
| 6 | Chisinau  | 27 maart 2015   | EK 2016 kwalificatie | Moldavië − Zweden | 0 − 2   |
| 7 | Solna     | 12 oktober 2015 | EK 2016 kwalificatie | Zweden − Moldavië | 2 − 0   |
| 8 | Doha      | 9 januari 2020  | Vriendschappelijk    | Zweden − Moldavië | 1 − 0   |
| 9 | Solna     | 12 oktober 2023 | Vriendschappelijk    | Zweden − Moldavië | 3 − 1   |

## Samenvatting
| Competitie        | Totaal gespeeld | Winst Moldavië | Gelijk | Winst Zweden | Doelsaldo Moldavië – Zweden |
| ----------------- | --------------- | -------------- | ------ | ------------ | --------------------------- |
| WK-kwalificatie   | 2               | 0              | 0      | 2            | 0 − 8                       |
| EK-kwalificatie   | 4               | 0              | 0      | 4            | 2 − 10                      |
| Vriendschappelijk | 3               | 0              | 0      | 3            | 2 − 6                       |
| Totaal            | 9               | 0              | 0      | 9            | 4 – 24                      |

## Details

### Eerste ontmoeting
| WK 2002 kwalificatie (Chisinau, Moldavië, 28 maart 2001): |       |                                       |
| Moldavië                                                  | 0 – 2 | Zweden                                |
|                                                           | goals | 86' Marcus Allbäck 90' Marcus Allbäck |

### Tweede ontmoeting
| WK 2002 kwalificatie (Göteborg, Zweden, 6 juni 2001):                                                                                          |       |          |
| Zweden | 6 – 0 | Moldavië |
| Henrik Larsson 38' (pen.) Henrik Larsson 58' Henrik Larsson 68' (pen.) Niclas Alexandersson 74' Daniel Andersson 77' Henrik Larsson 79' (pen.) | goals |          |

### Derde ontmoeting
| EK 2012 kwalificatie (Stockholm, Zweden, 29 maart 2011): |       |                       |
| Zweden                                                   | 2 – 1 | Moldavië              |
| Mikael Lustig 30' Sebastian Larsson 82'                  | goals | 90' Alexandru Suvorov |

### Vierde ontmoeting
| EK 2012 kwalificatie (Chisinau, Moldavië, 3 juni 2011): |       |                                                                             |
| Moldavië                                                | 1 – 4 | Zweden                                                                      |
| Igor Bugaiov 61'                                        | goals | 11' Ola Toivonen 30' Johan Elmander 58' Johan Elmander 88' Alexander Gerndt |

### Vijfde ontmoeting
| Vriendschappelijk (Abu Dhabi, Verenigde Arabische Emiraten, 17 januari 2014): |       |                                           |
| Moldavië | 1 – 2 | Zweden                                    |
| Henrique Luvannor 45+1' | goals | 77' Erton Fejzullahu 86' Erton Fejzullahu |
| - Debuut van Ştefan Burghiu (FC Zimbru) voor Moldavië. - Debuut van Andreas Blomqvist (Mjällby AIF), Johan Larsson (IF Elfsborg), Emil Forsberg (Malmö FF), Emil Krafth (Helsingborgs IF), Oscar Lewicki (BK Häcken), Nabil Bahoui (AIK Solna) en Magnus Eriksson (Malmö FF) voor Zweden. |       |                                           |

### Zesde ontmoeting
| EK 2016 kwalificatie (Chisinau, Moldavië, 27 maart 2015): |              | |
| Moldavië | 0 – 2        | Zweden |
| | goals        | 46' Zlatan Ibrahimović 84' (pen.) Zlatan Ibrahimović |
| Alexandru Curtianu | bondscoach   | Erik Hamrén |
| Ilie Cebanu Igor Armaş Petru Racu Victor Golovatenco Alexandru Epureanu Vadim Bolohan Gheorghe Andronic 70' Artur Ioniță 36' Alexandru Gaţcan Alexandru Dedov Gheorghe Boghiu 86'              | opstellingen | Andreas Isaksson Andreas Granqvist Pierre Bengtsson Martin Olsson Erik Johansson Albin Ekdal 80' Sebastian Larsson Kim Källström 70' Isaac Thelin Zlatan Ibrahimović 85' Erkan Zengin          |
| Andrei Cojocari 36' Viorel Frunză 70' Serghei Gheorghiev 86' Alexei Koşelev Nicolae Calancea Veaceslav Posmac Ion Jardan Ştefan Burghiu Artur Pătraş Anatoli Cheptine Cătălin Carp Dan Spătaru | wissels      | 70' Marcus Berg 80' Emil Forsberg 85' Pontus Wernbloom Robin Olsen Kristoffer Nordfeldt Anton Tinnerholm Pontus Jansson Filip Helander Marcus Rohdén Robin Quaison Ola Toivonen Johan Elmander |
| Victor Golovatenco 28' Petru Racu 45' Serghei Gheorghiev 87' Alexandru Gaţcan 90+4' | gele kaarten | 54' Martin Olsson 65' Zlatan Ibrahimović 82' Steven Reid |
| | rode kaarten | 4', 90+3' Andreas Granqvist |

### Zevende ontmoeting
| EK 2016 kwalificatie (Solna, Zweden, 12 oktober 2015): |       |          |
| Zweden                                                 | 2 – 0 | Moldavië |
| Zlatan Ibrahimović 24' Erkan Zengin 47'                | goals |          |

### Achtste ontmoeting
| Vriendschappelijk (Doha, Qatar, 9 januari 2020): |       |          |
| Zweden                                           | 1 – 0 | Moldavië |
| Jordan Larsson 32'                               | goals |          |

FMF · A-internationals · Bondscoaches · Moldavisch vrouwenelftal · Moldavië U21 · Moldavië U20 · Moldavië U19 · Moldavië U18 · Moldavië U17 · Moldavië U16
1990 – 1999 ·
2000 – 2009 ·
2010 – 2019 ·
2020 − 2029
1991 · 1992 · 1993 · 1994 · 1995 · 1996 · 1997 · 1998 · 1999 · 2000 · 2001 · 2002 · 2003 · 2004 · 2005 · 2006 · 2007 · 2008 · 2009 · 2010 · 2011 · 2012 · 2013 · 2014 · 2015 · 2016 · 2017 · 2018 · 2019 · 2020 · 2021 · 2022 · 2023 · 2024
Albanië ·
Andorra ·
Armenië ·
Azerbeidzjan ·
Bosnië en Herzegovina ·
Bulgarije ·
Canada ·
Cyprus ·
Denemarken · 
Duitsland ·
El Salvador · 
Engeland ·
Estland ·
Faeröer ·
Finland ·
Frankrijk ·
Georgië ·
Gibraltar ·
Griekenland ·
Hongarije ·
Ierland ·
IJsland ·
Indonesië ·
Israël ·
Italië ·
Ivoorkust ·
Jordanië ·
Kaaimaneilanden ·
Kameroen ·
Kazachstan ·
Kirgizië ·
Kosovo ·
Kroatië ·
Letland ·
Liechtenstein ·
Litouwen ·
Luxemburg ·
Malta ·
Montenegro ·
Nederland ·
Noord-Ierland ·
Noord-Macedonië ·
Noorwegen ·
Oeganda ·
Oekraïne ·
Oostenrijk ·
Polen ·
Portugal ·
Qatar ·
Roemenië ·
Rusland ·
San Marino ·
Saoedi-Arabië ·
Schotland ·
Servië ·
Slovenië ·
Slowakije ·
Tsjechië ·
Turkije ·
Venezuela ·
Verenigde Arabische Emiraten ·
Verenigde Staten ·
Wales ·
Wit-Rusland ·
Zuid-Korea ·
Zweden ·
Zwitserland
SvFF · A-internationals · Selecties · Bondscoaches · Zweeds vrouwenelftal · Olympisch elftal · Zweden U21 · Zweden U20 · Zweden U19 · Zweden U18 · Zweden U17 · Zweden U16 · Vrouwen U17
1908 – 1919 ·
1920 – 1929 ·
1930 – 1939 ·
1940 – 1949 ·
1950 – 1959 ·
1960 – 1969 ·
1970 – 1979 ·
1980 – 1989 ·
1990 – 1999 ·
2000 – 2009 ·
2010 – 2019 ·
2020 − 2029
EK 1960 · 
EK 1964 · 
EK 1968 · 
EK 1972 · 
EK 1976 · 
EK 1980 · 
EK 1984 · 
EK 1988 · 
EK 1992 ·
EK 1996 · 
EK 2000 ·
EK 2004 ·
EK 2008 ·
EK 2012 · 
EK 2016 · 
EK 2020
WK 1930 · 
WK 1934 ·
WK 1938 ·
WK 1950 ·
WK 1954 · 
WK 1958 ·
WK 1962 · 
WK 1966 · 
WK 1970 ·
WK 1974 ·
WK 1978 ·
WK 1982 · 
WK 1986 · 
WK 1990 ·
WK 1994 ·
WK 1998 · 
WK 2002 ·
WK 2006 ·
WK 2010 · 
WK 2014 · 
WK 2018
OS 1908 · 
OS 1912 · 
OS 1920 · 
OS 1924 · 
OS 1928 · 
OS 1932 · 
OS 1936 · 
OS 1948 · 
OS 1952 · 
OS 1956 · 
OS 1964 · 
OS 1968 · 
OS 1972 · 
OS 1976 · 
OS 1980 · 
OS 1984 · 
OS 1988 · 
OS 1992 · 
OS 1996 · 
OS 2000 · 
OS 2004 · 
OS 2008 · 
OS 2012 · 
OS 2016
1908 · 
1909 · 
1910 · 
1911 · 
1912 · 
1913 · 
1914 · 
1915 · 
1916 · 
1917 · 
1918 · 
1919 · 
1920 · 
1921 · 
1922 · 
1923 · 
1924 · 
1925 · 
1926 · 
1927 · 
1928 · 
1929 · 
1930 · 
1931 · 
1932 · 
1933 · 
1934 · 
1935 · 
1936 · 
1937 · 
1938 · 
1939 · 
1940 ·
1941 ·
1942 ·
1943 ·
1944  ·
1945 · 
1946 · 
1947 · 
1948 · 
1949 · 
1950 · 
1952 · 
1952 · 
1953 · 
1954 · 
1955 · 
1956 · 
1957 · 
1958 · 
1959 ·
1960 · 
1961 · 
1962 · 
1963 · 
1964 · 
1965 · 
1966 · 
1967 · 
1968 · 
1969 ·
1970 · 
1971 · 
1972 · 
1973 · 
1974 · 
1975 · 
1976 · 
1977 · 
1978 · 
1979 ·
1980 · 
1981 · 
1982 · 
1983 · 
1984 · 
1985 · 
1986 · 
1987 · 
1988 · 
1989 · 
1990 · 
1991 · 
1992 · 
1993 · 
1994 · 
1995 · 
1996 · 
1997 · 
1998 · 
1999 · 
2000 · 
2001 · 
2002 · 
2003 · 
2004 · 
2005 · 
2006 · 
2007 · 
2008 · 
2009 · 
2010 · 
2011 · 
2012 · 
2013 · 
2014 · 
2015 · 
2016 · 
2017 · 
2018 ·
2019 ·
2020 ·
2021
Albanië ·
Algerije ·
Argentinië ·
Armenië ·
Australië ·
Azerbeidzjan ·
Bahrein ·
Barbados ·
België ·
Bosnië en Herzegovina ·
Botswana ·
Brazilië ·
Bulgarije ·
Chili ·
China ·
Colombia ·
Costa Rica ·
Cuba ·
Cyprus ·
DDR ·
Denemarken ·
Duitsland ·
Ecuador ·
Egypte ·
Engeland ·
Estland ·
Faeröer ·
Finland ·
Frankrijk ·
Georgië ·
Griekenland ·
Hongarije ·
Ierland ·
IJsland ·
Iran ·
Israël ·
Italië ·
Ivoorkust ·
Jamaica ·
Japan ·
Joegoslavië ·
Jordanië ·
Kameroen ·
Kazachstan ·
Kosovo ·
Kroatië ·
Letland ·
Liechtenstein ·
Litouwen ·
Luxemburg ·
Maleisië ·
Malta ·
Mexico ·
Moldavië ·
Montenegro ·
Nederland ·
Nieuw-Zeeland ·
Nigeria ·
Noord-Ierland ·
Noord-Korea ·
Noord-Macedonië ·
Noorwegen ·
Oekraïne ·
Oezbekistan ·
Oman ·
Oostenrijk ·
Paraguay ·
Peru ·
Polen ·
Portugal ·
Qatar ·
Roemenië ·
Rusland ·
San Marino ·
Saoedi-Arabië ·
Schotland ·
Senegal ·
Servië ·
Singapore ·
Slovenië ·
Slowakije ·
Sovjet-Unie ·
Spanje ·
Syrië ·
Thailand ·
Trinidad en Tobago ·
Tsjechië ·
Tsjecho-Slowakije ·
Tunesië ·
Turkije ·
Uruguay ·
Venezuela ·
Verenigde Arabische Emiraten ·
Verenigde Staten ·
Verenigd Koninkrijk ·
Wales ·
Wit-Rusland ·
Zuid-Afrika ·
Zuid-Korea ·
Zwitserland
Brazilië (1958) ·
Duitsland (2006) ·
Duitsland (2018) ·
Engeland (2006) ·
Engeland (2012) ·
Engeland (2018) ·
Frankrijk (2012) ·
Griekenland (2008) ·
Ierland (2016) ·
Italië (2016) ·
Mexico (2018) ·
Oekraïne (2012) ·
Oekraïne (2021) ·
Paraguay (2006) ·
Polen (2021) ·
Rusland (2008) ·
Slowakije (2021) ·
Spanje (2008) ·
Spanje (2021) ·
Trinidad en Tobago (2006) ·
Zuid-Korea (2018) ·
Zwitserland (2018)